# Halil Zeybek
Halil Zeybek (* 23. August 1985 in Istanbul) ist ein ehemaliger türkischer Fußballspieler.

## Karriere
Zeybek durchlief in seiner Jugend die Mannschaften von Fenerbahçe Istanbul und Kartalspor. 2004 meldete ihn Kartalspor als Profispieler in die A-Mannschaft. In drei Jahren bei Kartalspor kam Zeybek auf 28 Spiele und 3 Tore. Er wechselte für eine Saison zu Erzurumspor. Im Sommer 2008 schloss er sich Bursaspor an. Dort kam er in der Saison 2008/09 zu einigen Kurzeinsätzen. Im Sommer 2009 wurde er für ein halbes Jahr an Giresunspor in die 1. Lig, anschließend für ein halbes Jahr an Çaykur Rizespor ausgeliehen. Dort kam er häufiger zum Einsatz, konnte sich aber keinen Stammplatz sichern. Mitte 2010 lieh ihn Diyarbakırspor für ein halbes Jahr aus, danach wechselte er auf Leihbasis ein halbes Jahr zu Göztepe Izmir. Dort gelang ihm mit seiner Mannschaft am Ende der Spielzeit 2010/11 der Aufstieg in die 1. Lig. Er kehrte nach Bursa zurück, wurde im September 2011 jedoch erneut ausgeliehen – diesmal für ein Jahr an Turgutluspor in die TFF 2. Lig. Im Jahr 2012 verließ Zeybek Bursaspor und wechselte zu Yeni Malatyaspor in die 2. Lig. Im Laufe der Saison 2012/13 konnte er sich einen Stammplatz erkämpfen und verpasste mit seinem Team in den Play-offs den Aufstieg. Auch ein Jahr später wurde der Aufstieg nicht erreicht, Zeybek hatte seinen Stammplatz jedoch in der zweiten Saisonhälfte wieder verloren. Im Sommer 2014 wechselte er zu Hatayspor, das ebenfalls in der 2. Lig spielte. Erneut verfehlte er mit seiner Mannschaft in den Play-Offs den Aufstieg. In der Hinrunde 2015/16 war er zunächst Stammspieler, verlor dann seinen Platz und wurde nicht mehr eingesetzt. Im Januar 2016 verließ er den Verein und schloss sich Ligakonkurrent Nazilli Belediyespor an. Dort hatte er zunächst einen festen Platz im Sturm. Im November 2016 verletzte er sich und fiel für den Rest der Saison 2016/17 aus. In der Spielzeit 2017/18 kam Zeybek nur noch zu wenigen Einsätzen. Im Sommer 2018 wechselte er für eine Spielzeit zu Halide Edip Adıvar SK in die 3. Lig. 